# Dubai Tennis Championships 1993
Il Dubai Tennis Championships 1993 è stato un torneo di tennis giocato sulla cemento. 
È stata la 1ª edizione del Dubai Tennis Championships, 
che fa parte della categoria World Series nell'ambito dell'ATP Tour 1993,
Il torneo si è giocato al Dubai Tennis Stadium di Dubai negli Emirati Arabi Uniti,
dal 1º all'8 febbraio 1993.

## Campioni

### Singolare maschile
Karel Nováček ha battuto in finale  Fabrice Santoro con il punteggio di 6–4, 7–5

### Doppio maschile
John Fitzgerald /  Anders Järryd hanno battuto in finale  Grant Connell /  Patrick Galbraith con il punteggio di 6–2, 6–1